# Порторико на Светском првенству у атлетици у дворани 2018.
Порторико је учествовао на 17. Светском првенству у атлетици у дворани 2018. одржаном у Бирмингему од 1. до 4. марта четрнаести пут. Репрезентацију Порторика представљала је једна атлетичарка која се такмичила у трци на 400 метара.,
На овом првенству такмичарка Порторика није освојила ниједну медаљу нити је оборила неки рекорд.

## Учесници
Жене:
- Грејс Клакстон — 400 м

## Резултати

### Жене
| Атлетичарка    | Дисциплина | Лични рекорд | Квалификација | Квалификација | Полуфинале            | Полуфинале            | Финале                | Финале       | Детаљи |
| Атлетичарка    | Дисциплина | Лични рекорд | Резултат      | Место         | Резултат              | Место                 | Резултат              | Место        | Детаљи |
| -------------- | ---------- | ------------ | ------------- | ------------- | --------------------- | --------------------- | --------------------- | ------------ | ------ |
| Грејс Клакстон | 400 м      | 52,64 НР     | 53,92         | 6. у гр. 5    | Није се квалификовала | Није се квалификовала | Није се квалификовала | 25 / 29 (31) |        |